# Brezovica (Zagreb)
Brezovica is een van de stadsdelen van de Kroatische stad Zagreb. Brezovica is het zuidelijkste stadsdeel van Zagreb en heeft per 2001 10.884 inwoners.
Brezovica · Črnomerec · Donja Dubrava · Donji Grad · Gornja Dubrava · Gornji Grad - Medveščak · Maksimir · Novi Zagreb - istok · Novi Zagreb - zapad · Peščenica - Žitnjak · Podsljeme · Podsused - Vrapče · Sesvete · Stenjevec · Trešnjevka - jug · Trešnjevka - sjever · Trnje